# Begonia ×semperflorens-cultorum
Pour Begonia semperflorens Link & Otto, voir Begonia cucullata.
Hybride
Classification phylogénétique
Le Bégonia semperflorens (Begonia ×semperflorens-cultorum ou Begonia Groupe Semperflorens-cultorum) rassemble un groupe de cultivars de bégonias horticoles qui comprend des milliers d'hybrides ou variétés.
Ce sont des plantes vivaces, généralement semées et cultivées comme annuelles, dont la floraison s'échelonne toute l'année (semper signifie « toujours », en latin). Particulièrement florifères et faciles à cultiver, ils sont appréciés pour agrémenter les parterres de fleurs et les jardinières d'extérieur, en été, ou les serres froides, en hiver.
Les premiers hybrides sont obtenus par croisement de deux espèces naines importées du Brésil en Europe et connues à l'époque, au XIXe siècle, sous les noms de Begonia semperflorens Link & Otto et Begonia schmidtiana Regel. Leur descendance sera hybridée par la suite avec d'autres bégonias, d'Amérique du Sud principalement.

## Description
Ce sont des plantes vivaces herbacées dicotylédones (phorbes).
Les bégonias semperflorens ont des racines fibreuses.
Comme tous les bégonias, ce sont des plantes monoïques, qui portent sur un même pied des fleurs mâles, portant les étamines, et des fleurs femelles avec un pistil et l'ovaire, qui donnera un fruit sous la forme de capsule ailée, contenant des graines minuscules.
Ces bégonias ont une durée de floraison assez longue pendant l'année. Leurs petites fleurs (moins de 2,5 cm) sont regroupées en bouquets au-dessus du feuillage. Elles peuvent être de divers coloris : rouge saumon, rose, blanc et aussi bicolore. Les feuilles sont asymétriques, allant du vert brillant au pourpre en passant par le bronze.

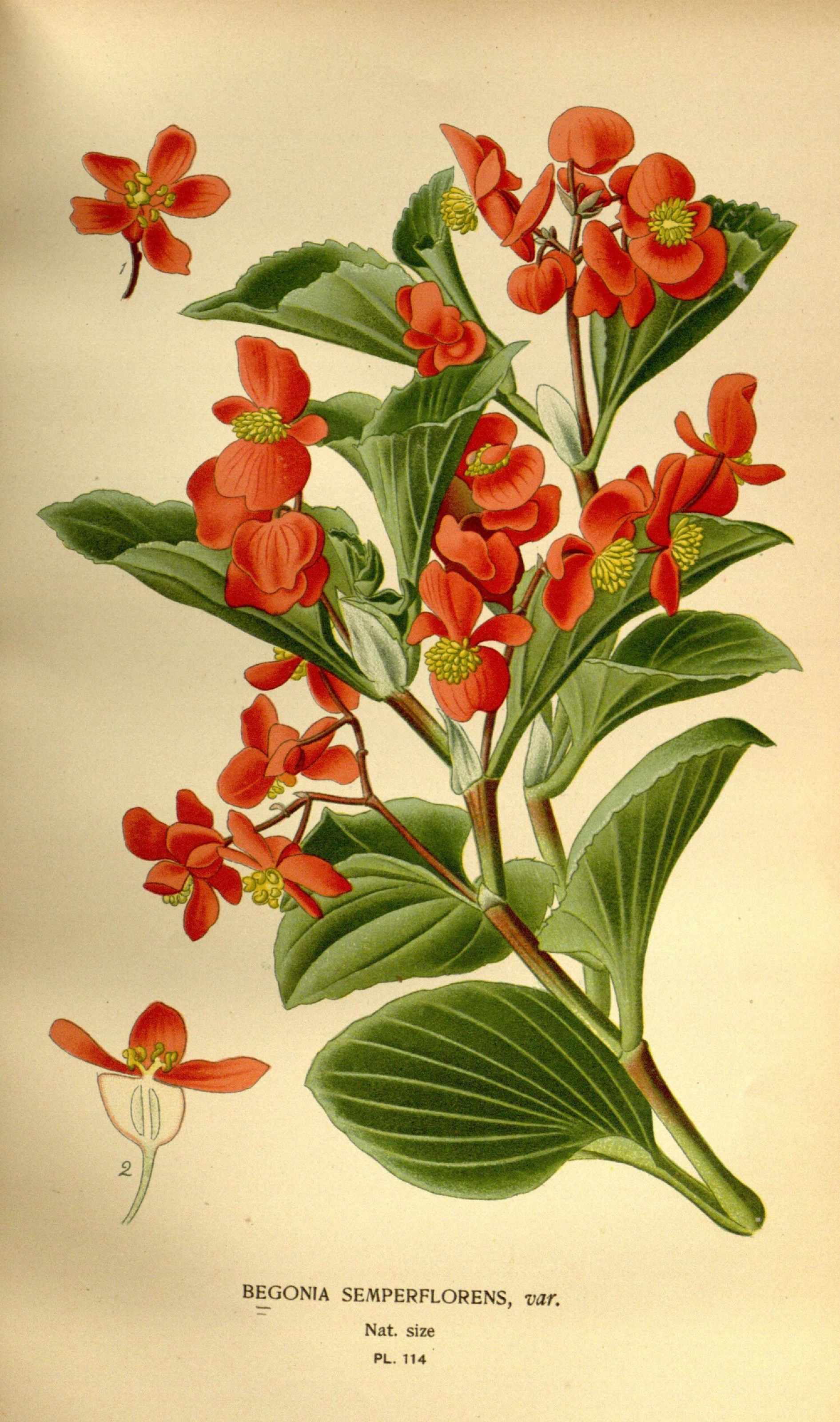
Planche botanique
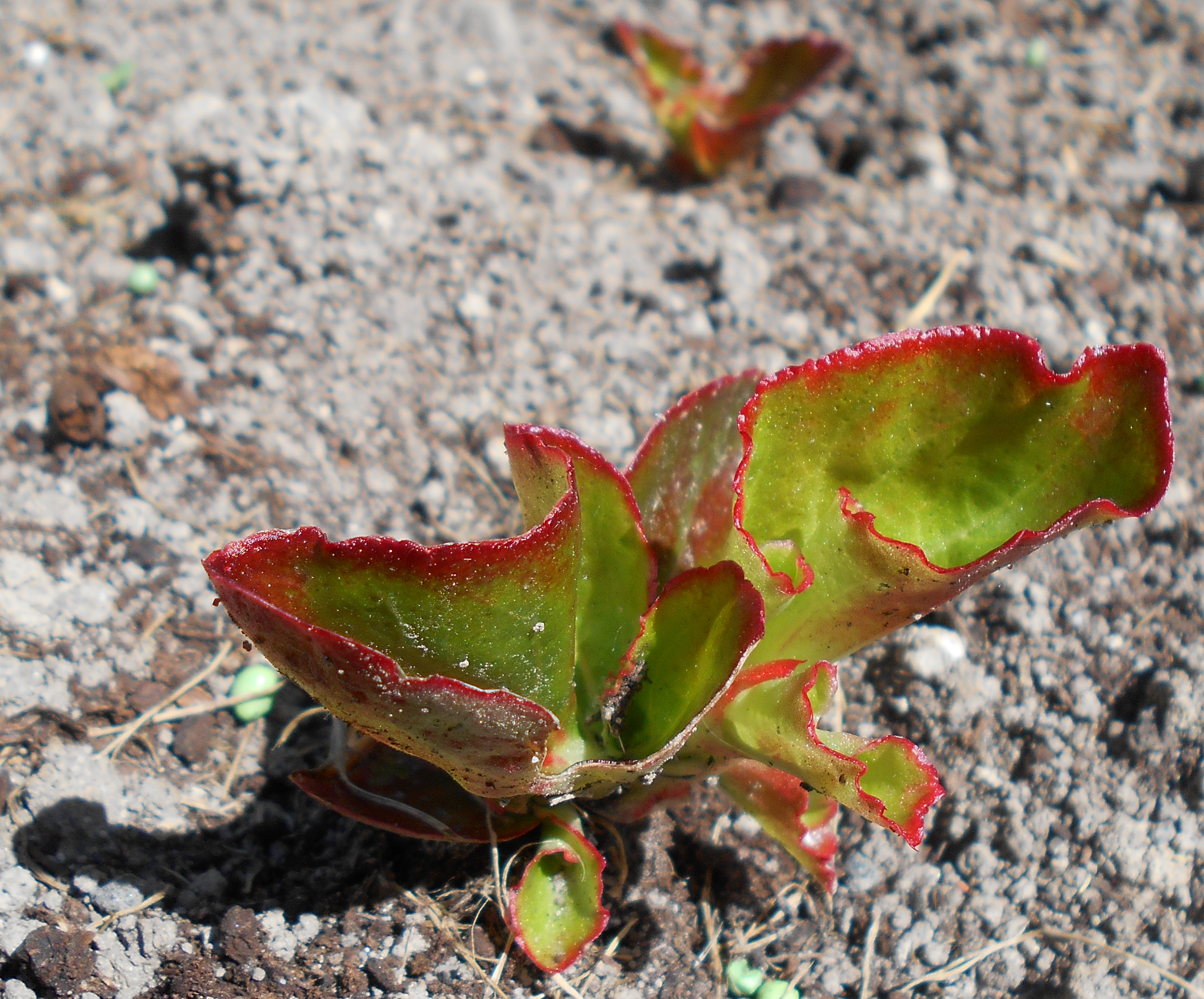
Plantule (variété à feuillage coloré)
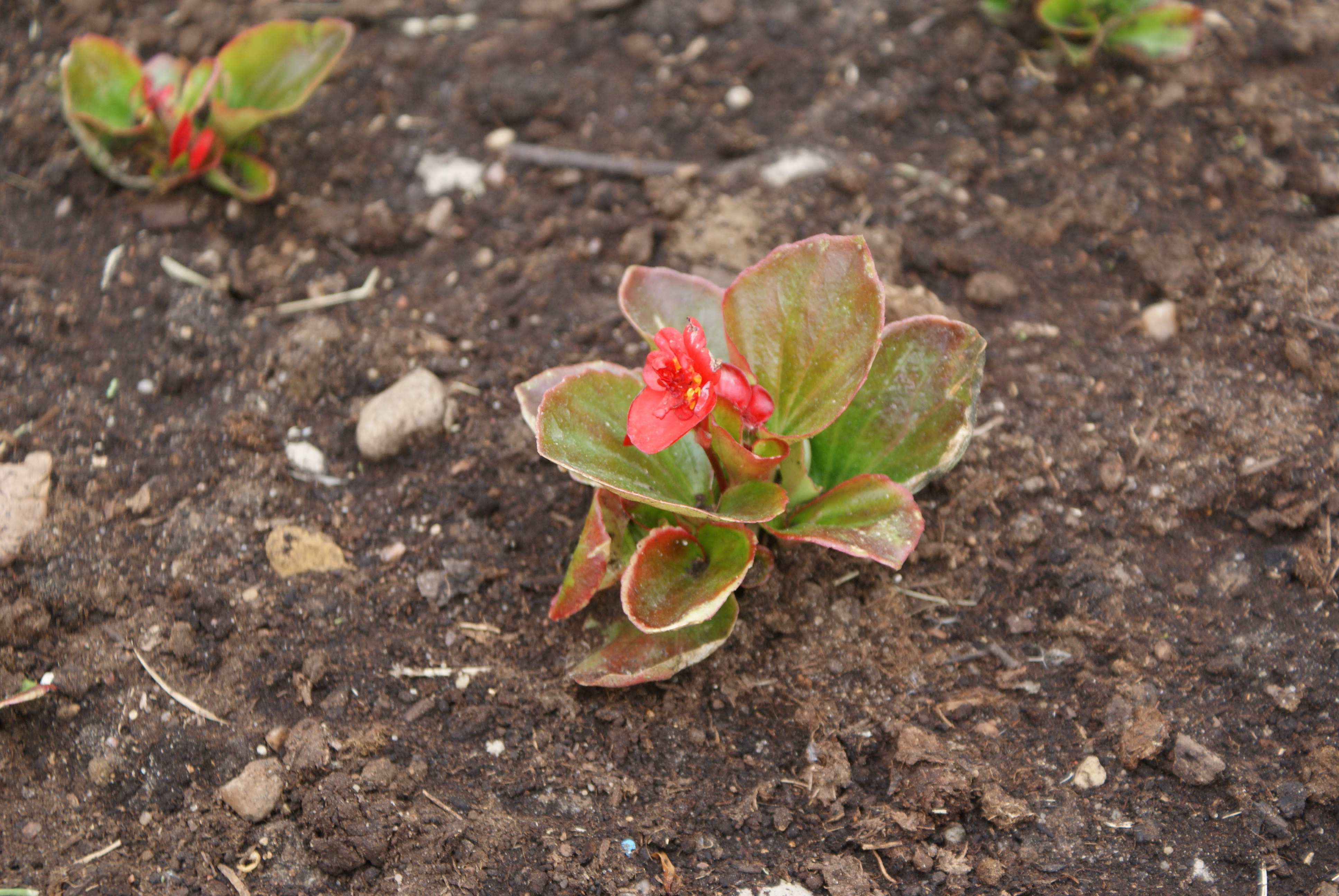
Jeune plant
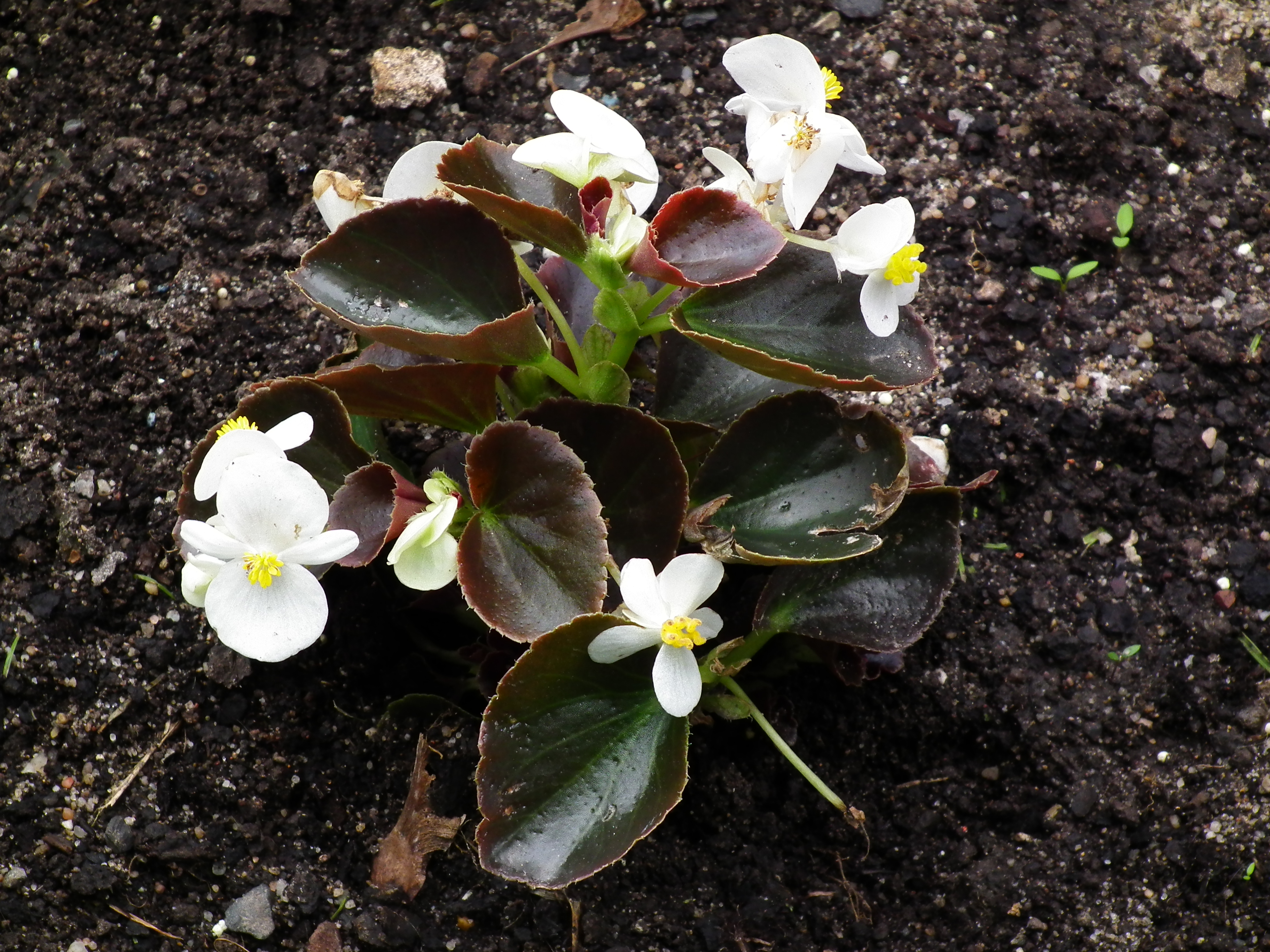
Plant à maturité  (variété à feuillage sombre)
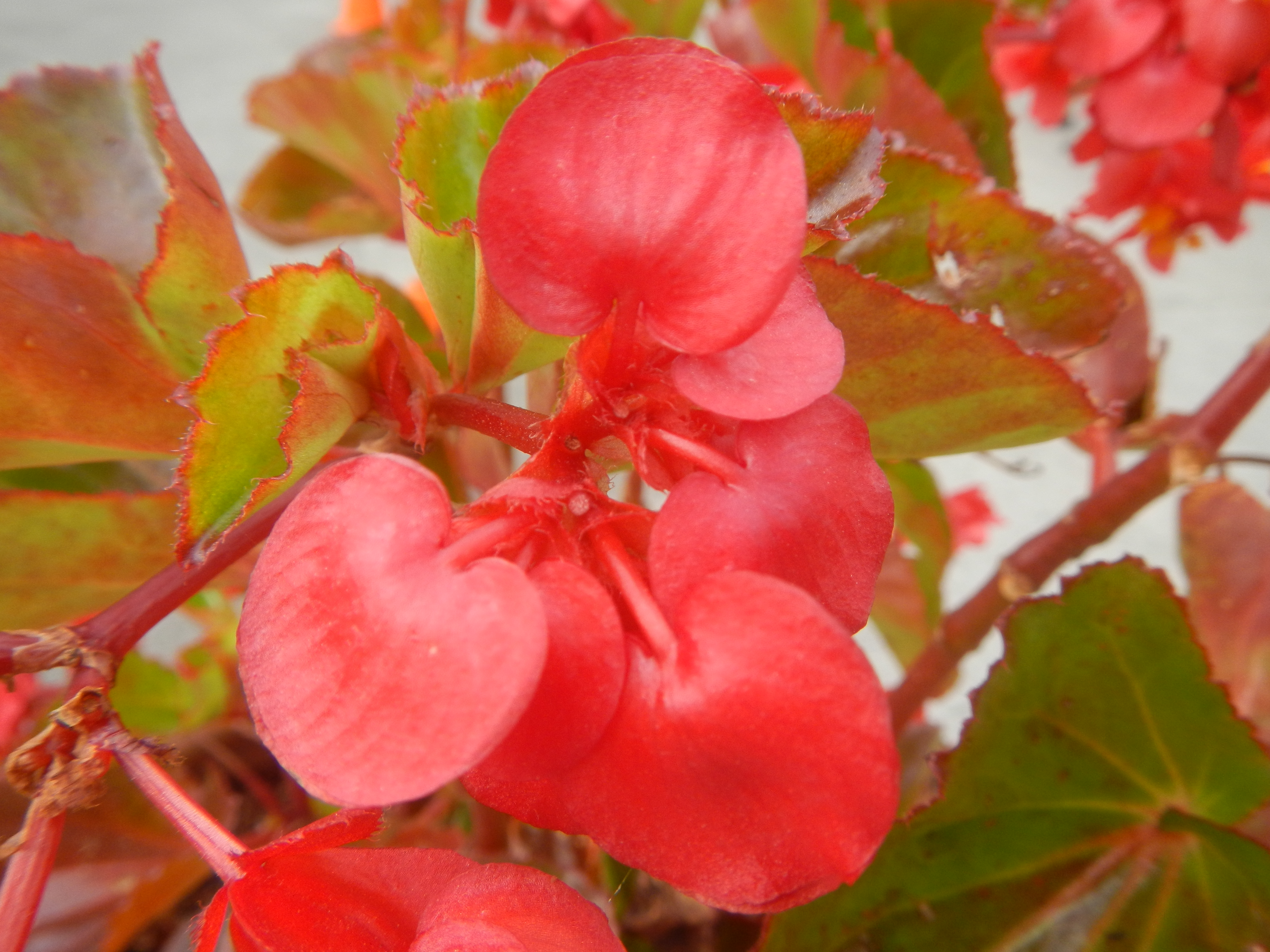
Boutons de fleurs
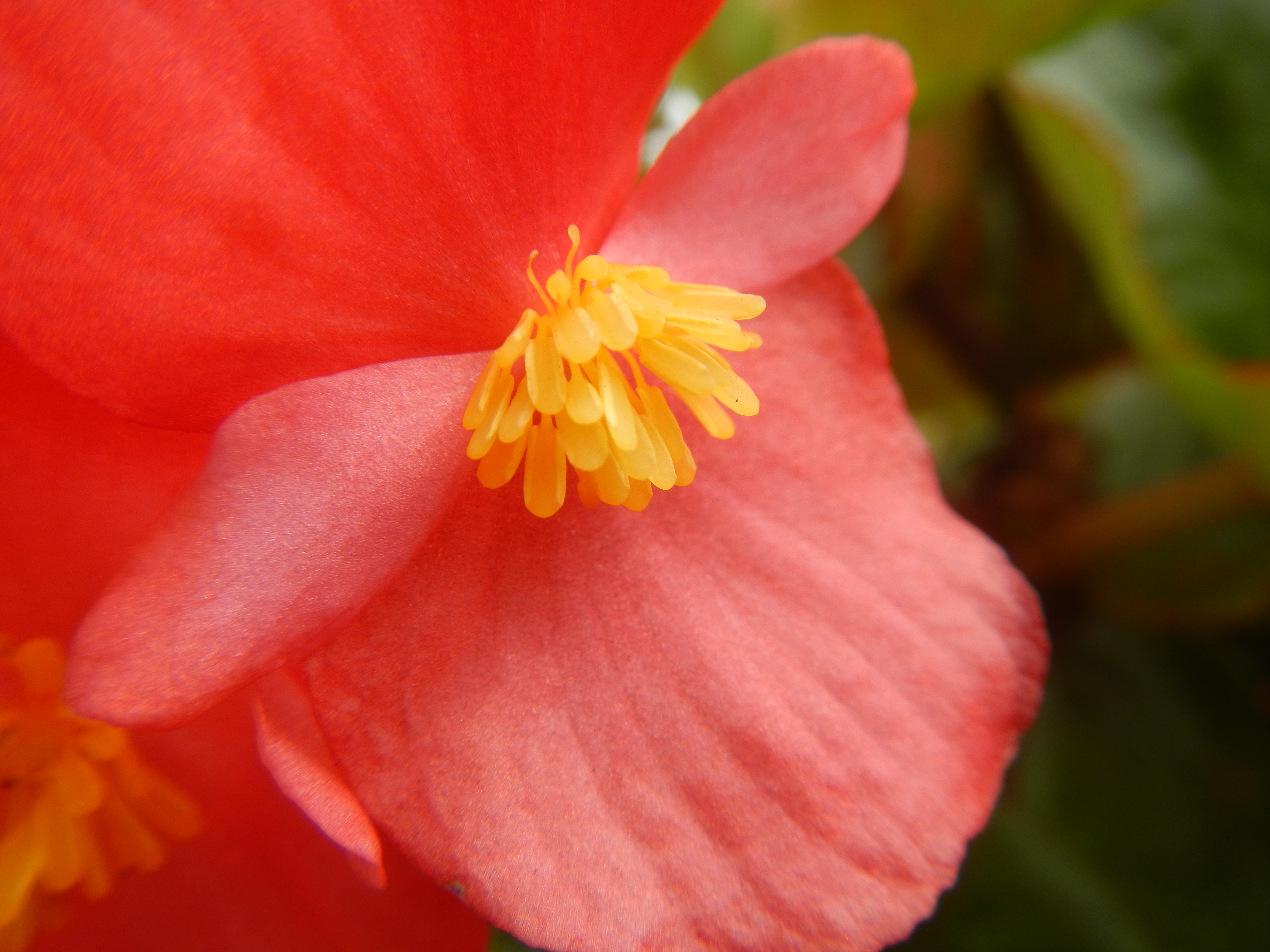
Fleur mâle
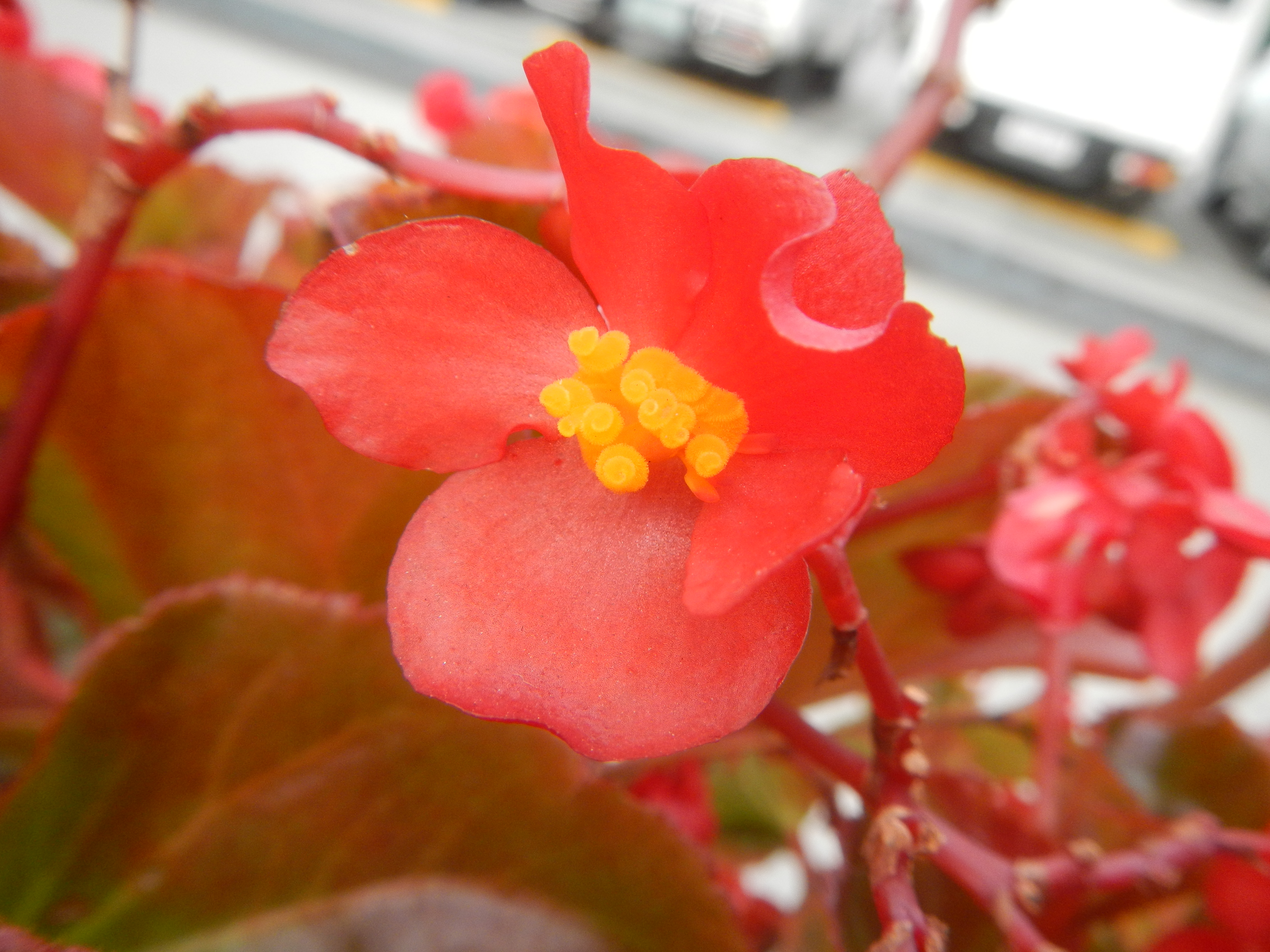
Fleur femelle

## Interactions écologiques
Ces bégonias sont pollinisés par les abeilles.

## Classification
Ce sont des plantes de la famille des Begoniaceae. Les bégonias semperflorens sont des hybrides issus de la sélection horticole au sein du genre Begonia. Ce sont au départ les hybrides de deux espèces brésiliennes qui font partie de la section Begonia : Begonia semperflorens Link & Otto (considéré plus tard comme un synonyme de Begonia cucullata Willd.) et de Begonia schmidtiana Regel. (synonyme de Begonia subvillosa Klotzsch).
L'hybridation avec d'autres espèces a donné progressivement un ensemble de variétés cultivées, issues de multiples croisements, que l'on peut désigner, selon le code international pour la nomenclature des plantes cultivées, soit comme des hybrides horticoles, Begonia ×semperflorens-cultorum hort., soit comme un groupe de cultivars, Begonia Groupe Semperflorens-Cultorum.
Les hybrides de ce groupe, qu'ils soient naturels ou artificiels, était encore désignés au début du 20e siècle sous le nom de Begonia ×semperflorens gracilis, ou plus simplement Begonia ×gracilis. Ils se distinguaient des mutations de B. semperflorens par leur villosité héritée de B. schmidtiana, des tiges plus souples, des feuilles plus rondes et fines, des fleurs plus petites, mais également plus nombreuses et une meilleure résistance aux intempéries. Cette distinction a ensuite été atténuée par les métissages répétés.

## Horticulture

### Histoire
L'origine de ce groupe de cultivars remonte au XIXe siècle, quand les horticulteurs ont l'idée en 1878 de croiser entre elles deux espèces naines brésiliennes, à port compacte, récemment importées en Europe et connus à l'époque sous le nom de Begonia semperflorens Link & Otto, d'une part, et Begonia schmidtiana Regel, d'autre part. Volontiers envahissante, la première espèce, haute de 30 cm, avait poussé spontanément en 1821 au jardin botanique de Berlin, sur du terreau de plantes en provenance du Brésil. La seconde présentait l'avantage d'être plus colorée et plus basse, 15-25 cm.
Les innombrables cultivars de bégonias semperflorens obtenus depuis lors résultent d'un patient travail de sélection par les horticulteurs européens, qui mettent également au point la multiplication par graines, favorisant ainsi l'apparition de nouvelles mutations génétiques intéressantes. En effet, la plupart des hybrides du XIXe siècle étaient stériles ou bien produisaient des graines qui ne reproduisaient pas fidèlement la variété, on devait donc les multiplier par boutures de rameaux. Ils ont donc été oubliés et remplacés plus tard par des variétés plus stables par semis. Les efforts ont aussi portés sur l'obtention de variétés moins velues et dont la floraison n'était pas escamotée par une fructification trop visible. C'est ainsi qu'apparaissent, puis disparaissent, de nouvelles variétés à succès, comme 'Gloire de Châtelaine', à fleurs roses, obtenue en 1905 à l'école d'horticulture de Genève, et plus tard 'Lumineux', à fleurs écarlates et feuillage foncé, ou encore 'Gloire de Louveciennes', à fleurs d'un blanc rosé.
En 1891, une mutation inattendue, à feuilles couleur bronze, fait l'objet d'une sélection attentive et sera à l'origine d'une lignée de bégonias à feuillage plus sombre, très prisés. Plus tard apparaissent des feuillages panachés.
Au niveau des fleurs, pour obtenir des teintes roses ou rouges plus soutenues, on a l'idée en 1881 de croiser les premiers hybrides avec Begonia roezlii. D'autres mutations intéressantes se produisent aussi au niveau de la coloration des fleurs, notamment les bicolores ou finement liserées d'une teinte vive (picotee (en)).
La duplication des pièces florales commence dès 1896. D'abord à Nancy, chez le pépiniériste français Victor Lemoine qui, par métissages répétés, obtient dès 1898 la série 'Boule de neige', 'Nancy', 'Gloire du Montel, etc. dont la floraison va du blanc ou rouge. Il est bientôt imité par d'autres horticulteurs français ou allemands, notamment Lauwaert en Wallonie avec sa variété 'Gloire de Nivelles'. Mais ces variétés doubles ne sont pas stables par semis. Le premier bégonia semperflorens semi-double, Begonia 'Bijou de jardin', est obtenu en France vers 1900, par croisement avec Begonia minor, et des suédois sortent en 1934 le premier véritable cultivar double : Begonia 'Gustav Lind'.
La plupart des variétés anciennes ont disparu des pépinières. Même si elles étaient collectionnées à leur époque avec passion par les amateurs, elles n'ont servi que de transition dans l'obtention des variétés améliorées que l'on cultive actuellement.
Au XXIe siècle, les jardiniers et les généticiens poursuivent leurs expérimentations, dans le but d'enrichir toujours plus l'éventail des variétés proposées aux amateurs de floraisons estivales spectaculaires.

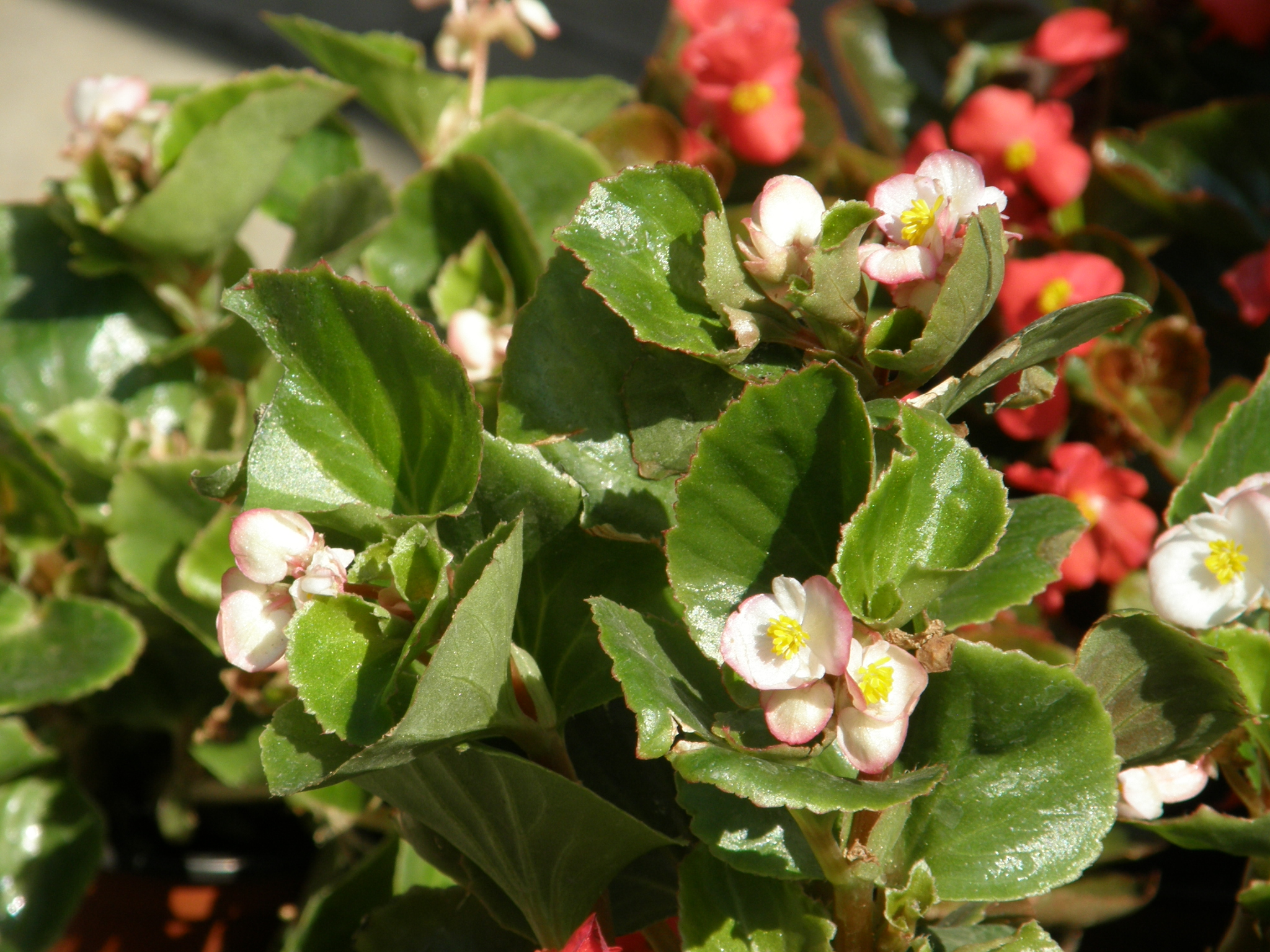
Hybride à feuillage vert
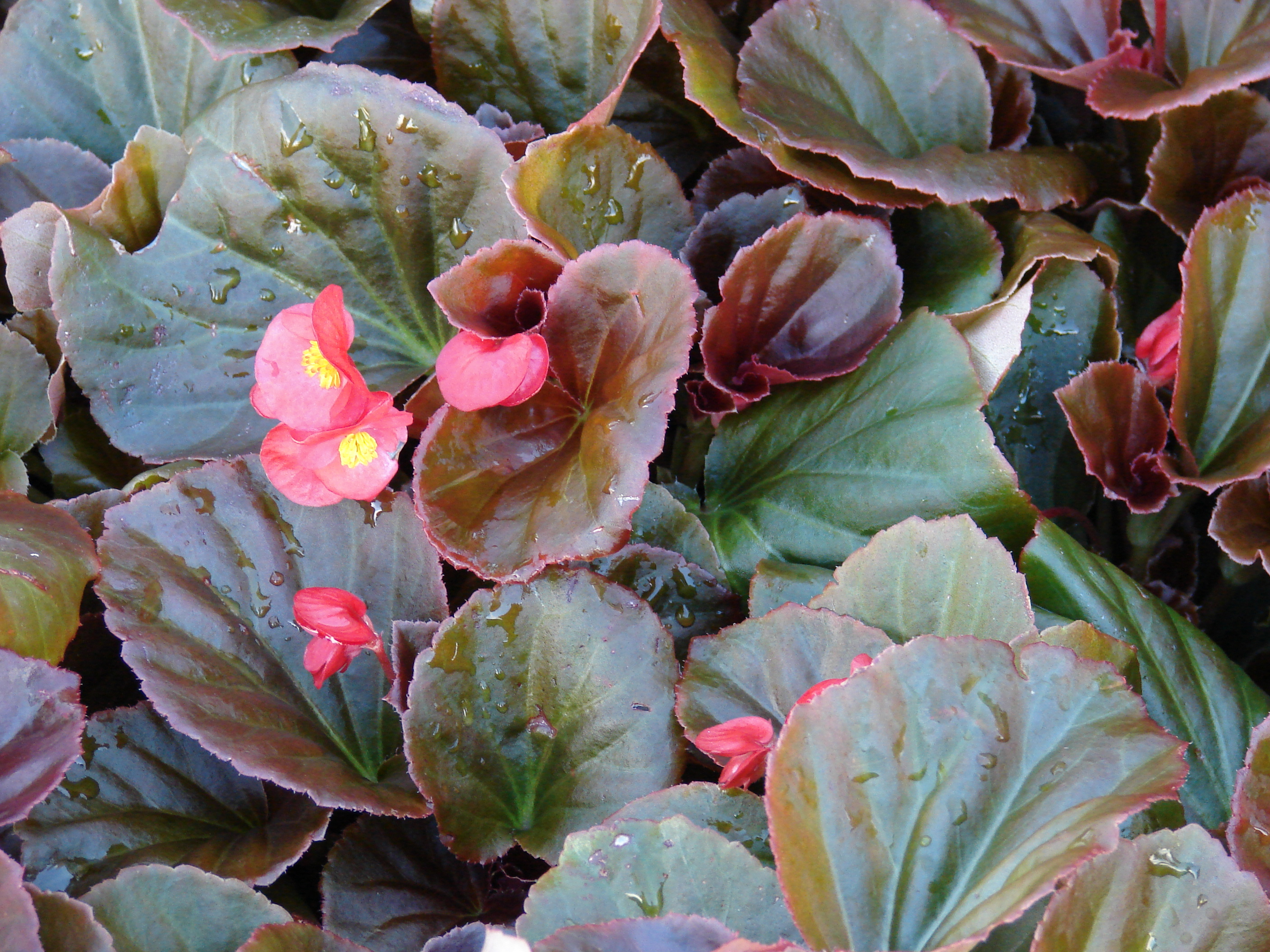
Hybride à feuilles bronze
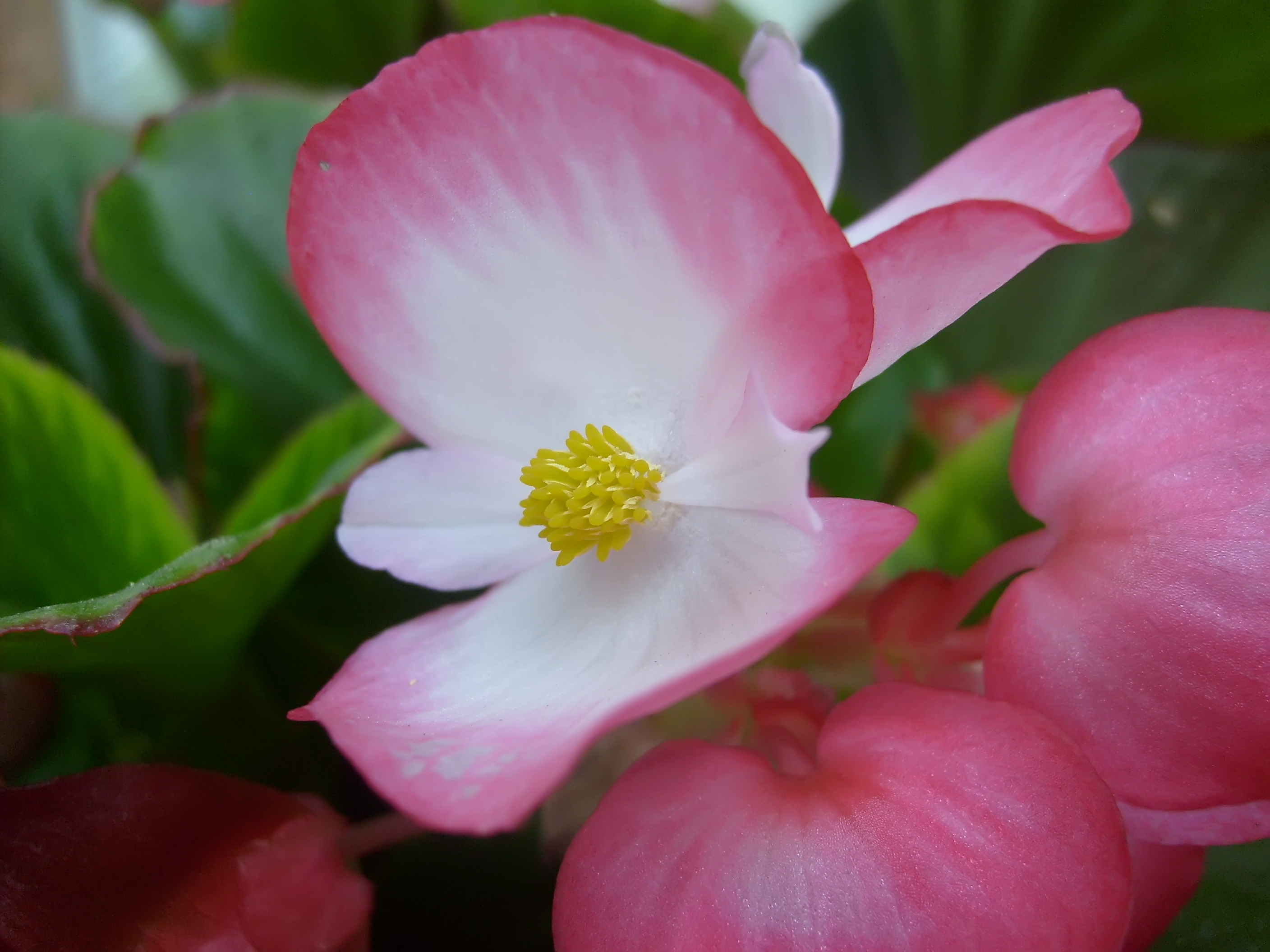
Fleur bicolore
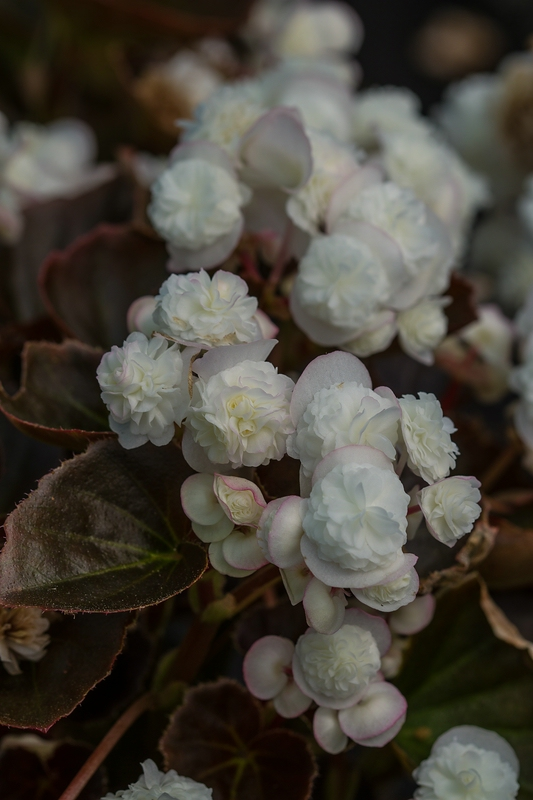
Fleurs doubles
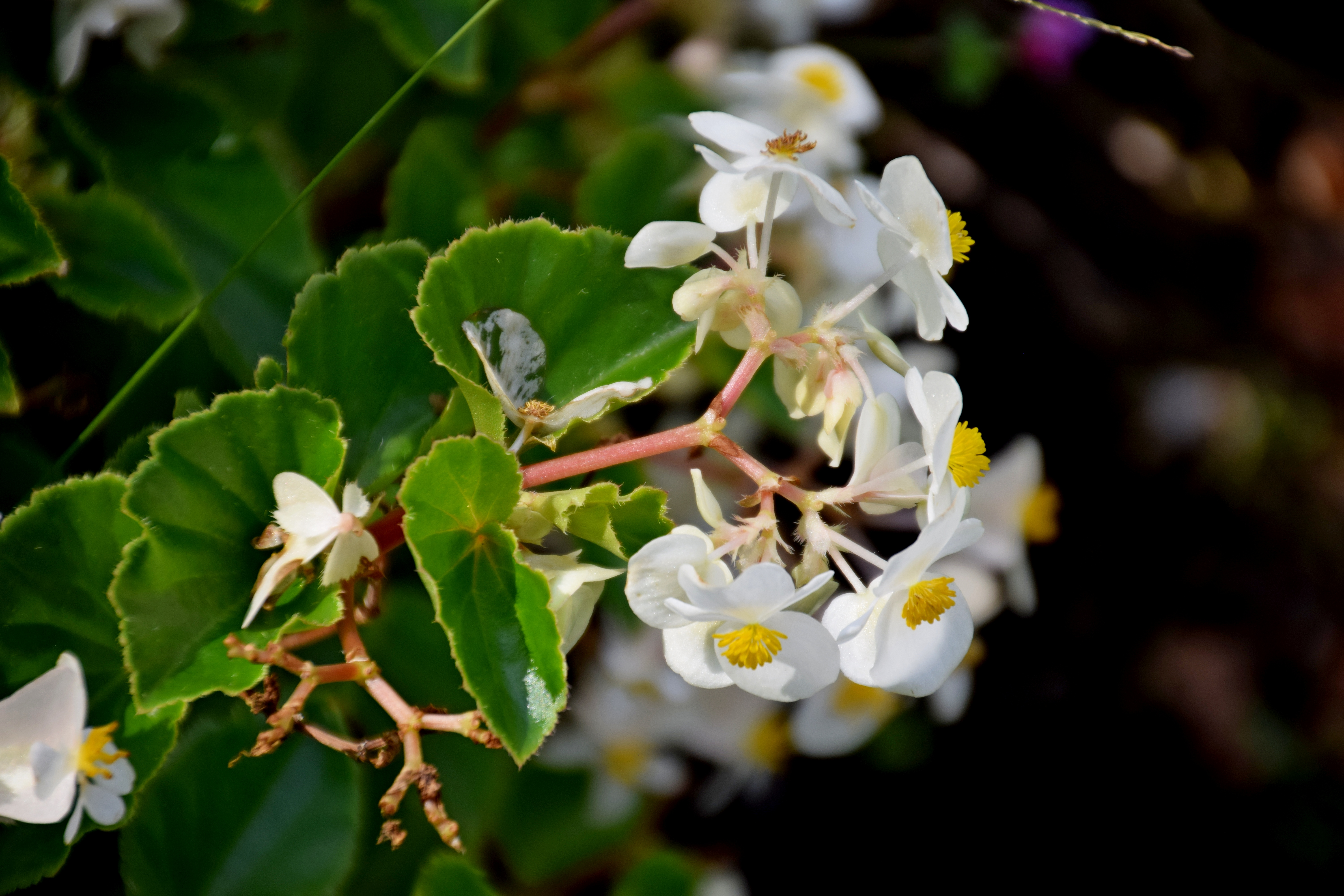
Bégonia semperflorens 'Stara Blanc'

### Lignées dérivées

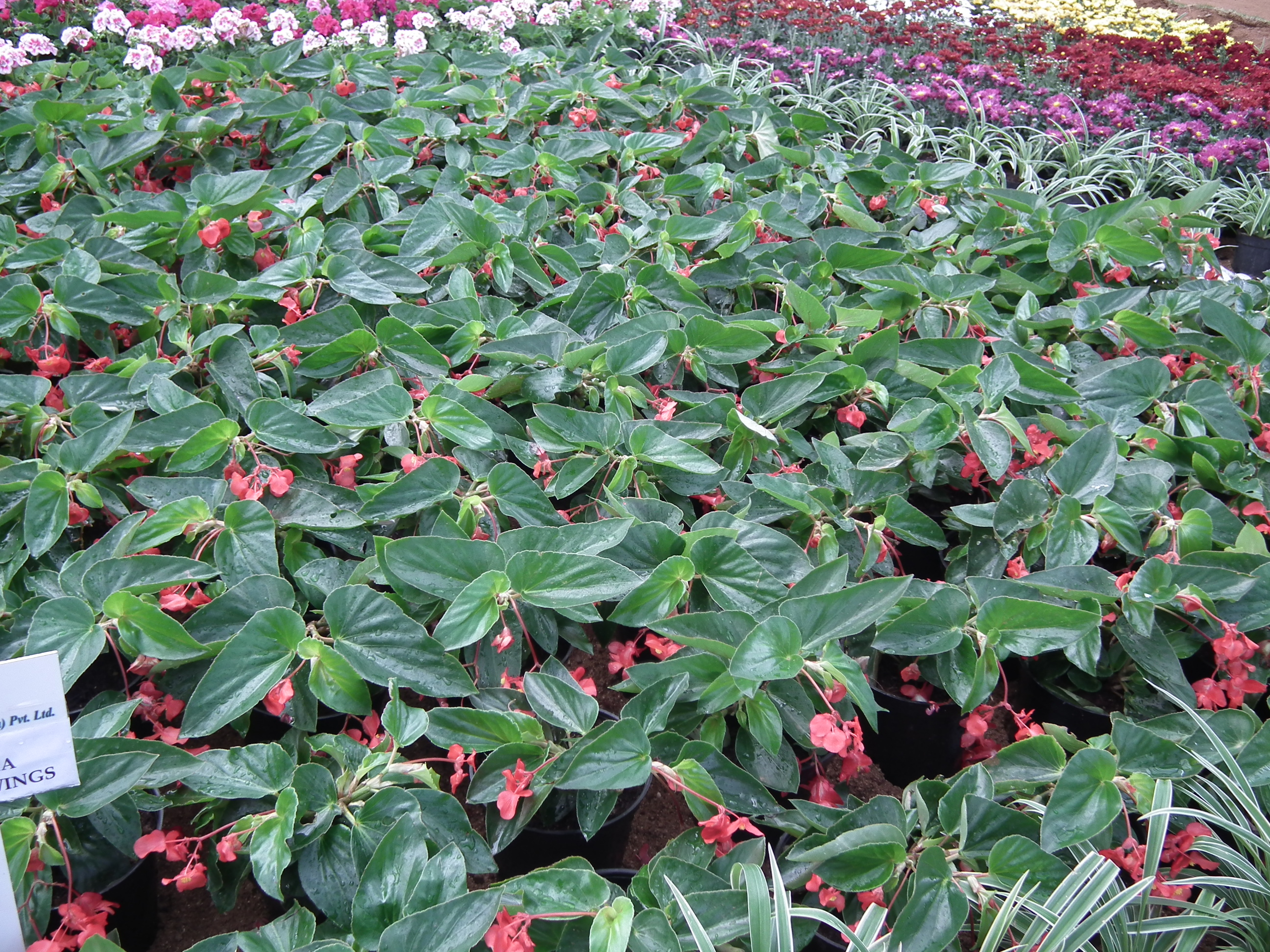
Begonia Dragon Wings, un B. semperflorens recroisé avec un bégonia à port de bambou.

Des pépiniéristes ont encore obtenu d'autres lignées nouvelles en croisant des bégonias de ce groupe avec ceux de groupes très différents.
En 1915, malgré les difficultés et le scepticisme de la concurrence, des horticulteurs flamands de Meulebeke parviennent apparemment à croiser le bégonia semperflorens 'Gloire de Châtelaine' avec le bégonia tubéreux 'Petite rose double'. Dès 1919 ils obtiennent par métissage les premiers bégonias tubéreux multiflores : la lignée Begonia ×floribunda, des plantes naines bulbeuses, à petites feuilles dont les tiges florales sont dressées au-dessus du feuillage et portent des fleurs simples ou doubles.
Vers 1990, une hybridation innovante, avec un bégonia à port de bambou, est réalisée par des américains. Cela donne le Begonia 'Dragon Wings', un succès commercial, récompensé par de nombreux prix. La plante, à port retombant, atteint environ 40 cm de haut sur de courtes tiges bambusiformes, avec des feuilles plus pointues et une abondante floraison. La marque est déposée en 1997. Ce cultivar provient du croisement d'un bégonia à port de bambou d'Argentine, identifié par la suite comme étant Begonia descoleana, avec un B. semperflorens. Cet hybride F1 est stérile, ce qui le rend particulièrement florifère. Si l'obtention de graines se fait donc uniquement par pollinisation manuelle, il est possible de le propager simplement par bouturage.

### Culture
Ces vivaces sont généralement cultivées comme annuelles hors des zones tropicales, ou bien sous abri . Les pieds résistent pourtant au gel jusqu'à −5 °C.
On plante les bégonias semperflorens en sol léger, avec une exposition ensoleillée, voire mi-ombragée s'il fait sec, mais ce sera au détriment de l'intensité des couleurs. Ils tolèrent l'humidité, mais sans excès, et nécessitent donc un bon drainage, en revanche ils supportent bien la chaleur grâce à leurs tiges légèrement succulentes,.
Ils fleurissent presque constamment, mais nécessitent des apports d'engrais réguliers.
La multiplication se fait surtout par semis. Elle est assez délicate en raison de la toute petite taille des graines (on peut trouver de 50 000 à 80 000 graines par gramme). On fait germer ces graines à une température supérieure à 20 °C (idéalement vers 23-24 °C), sans les recouvrir. Il faut un climat assez humide, mais attention à l'excès d'humidité qui favorise le pythium, ou fonte des semis, un champignon. Sa culture s'étale sur 20 semaines. On peut aussi les propager par bouturage ou par division de touffes.
Parmi les maladies cryptogamiques, outre la fonte des semis, ces bégonias craignent surtout l'oïdium, le botrytis et la pourriture grise, tandis que leurs principaux ravageurs sont les thrips, les limaces et les chenilles.

## Utilisation
Massifs, jardinières, bordures, pots, mosaïculture...

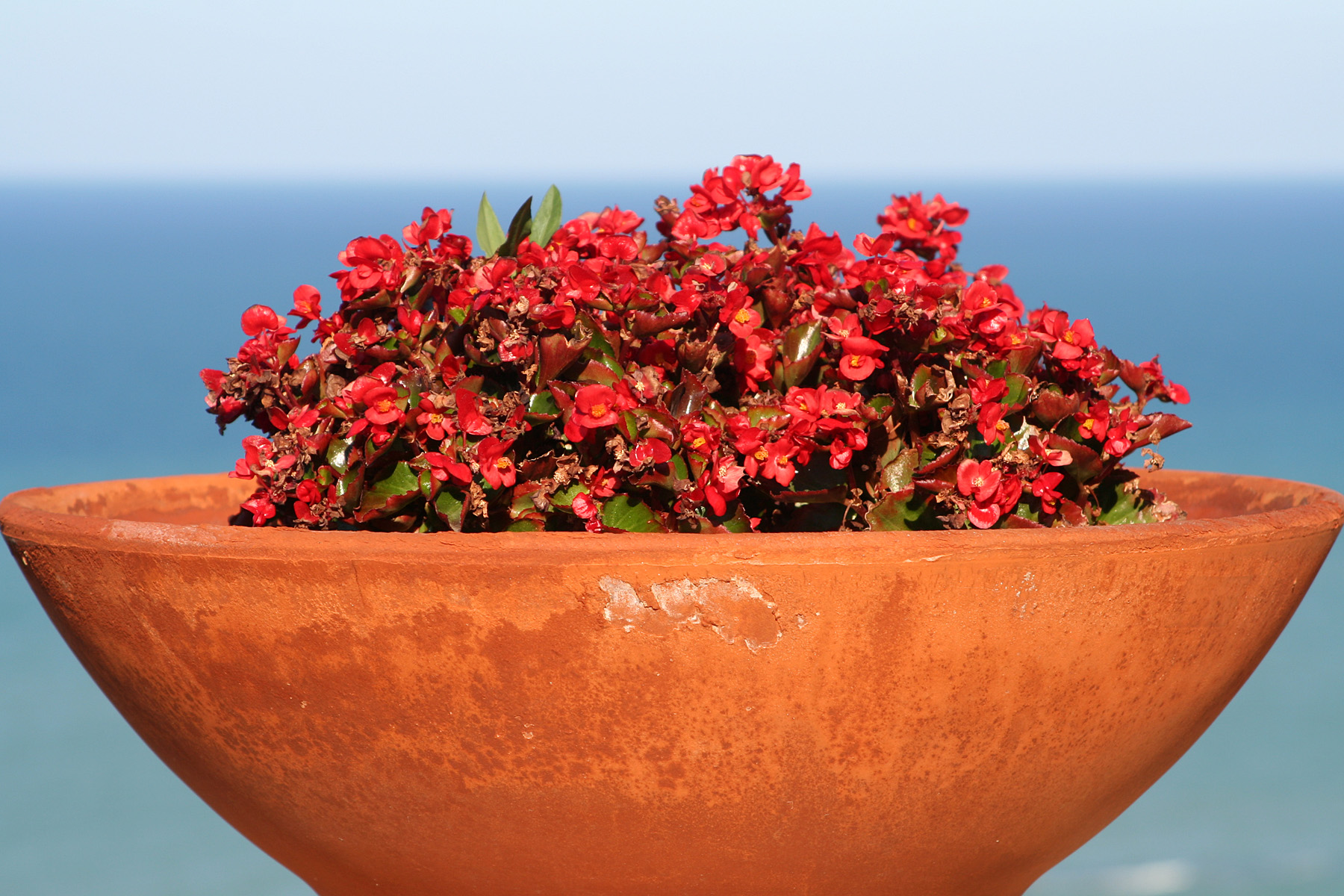
Potée
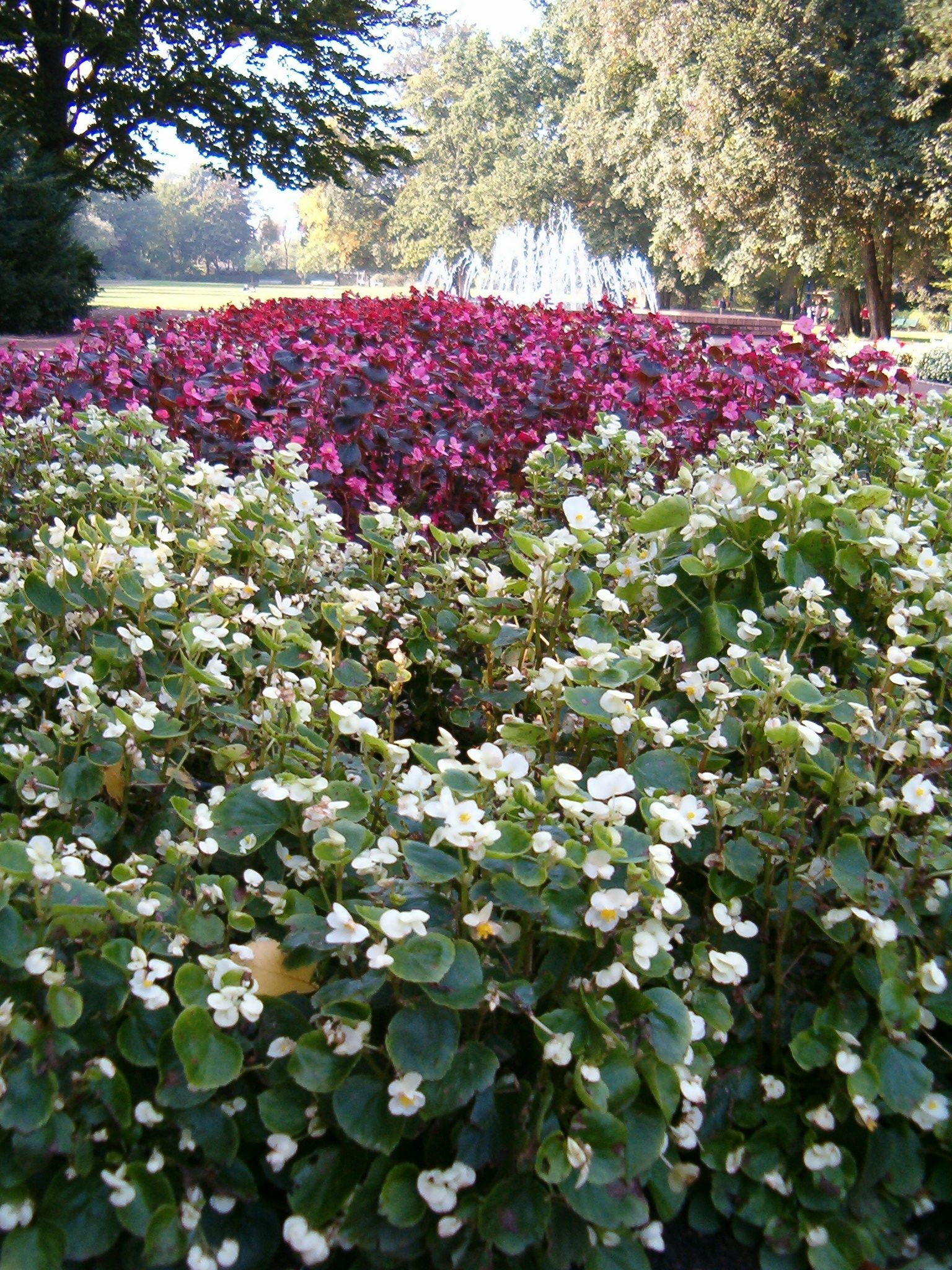
Massif de bégonias semperflorens
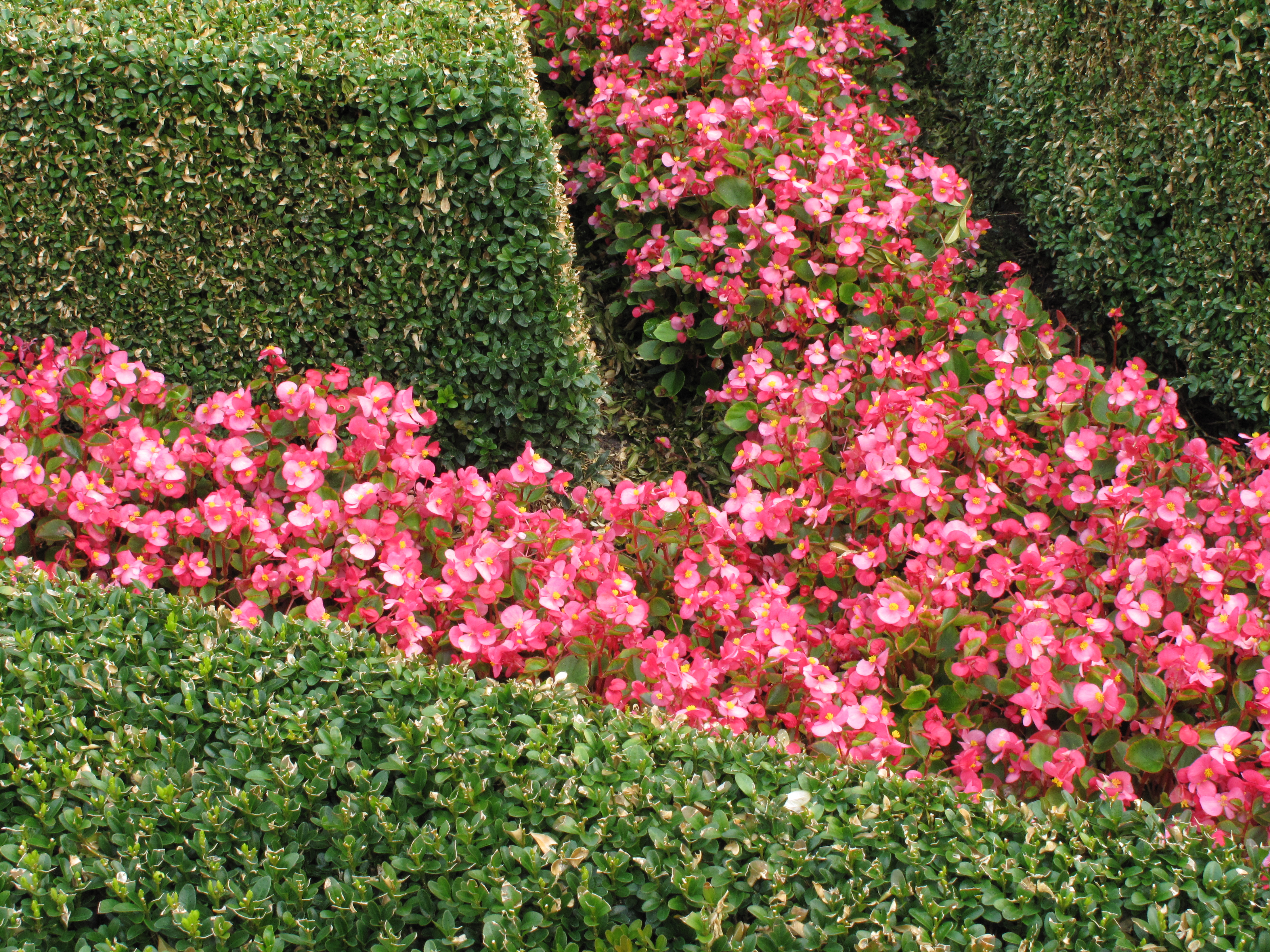
Jardin à la française
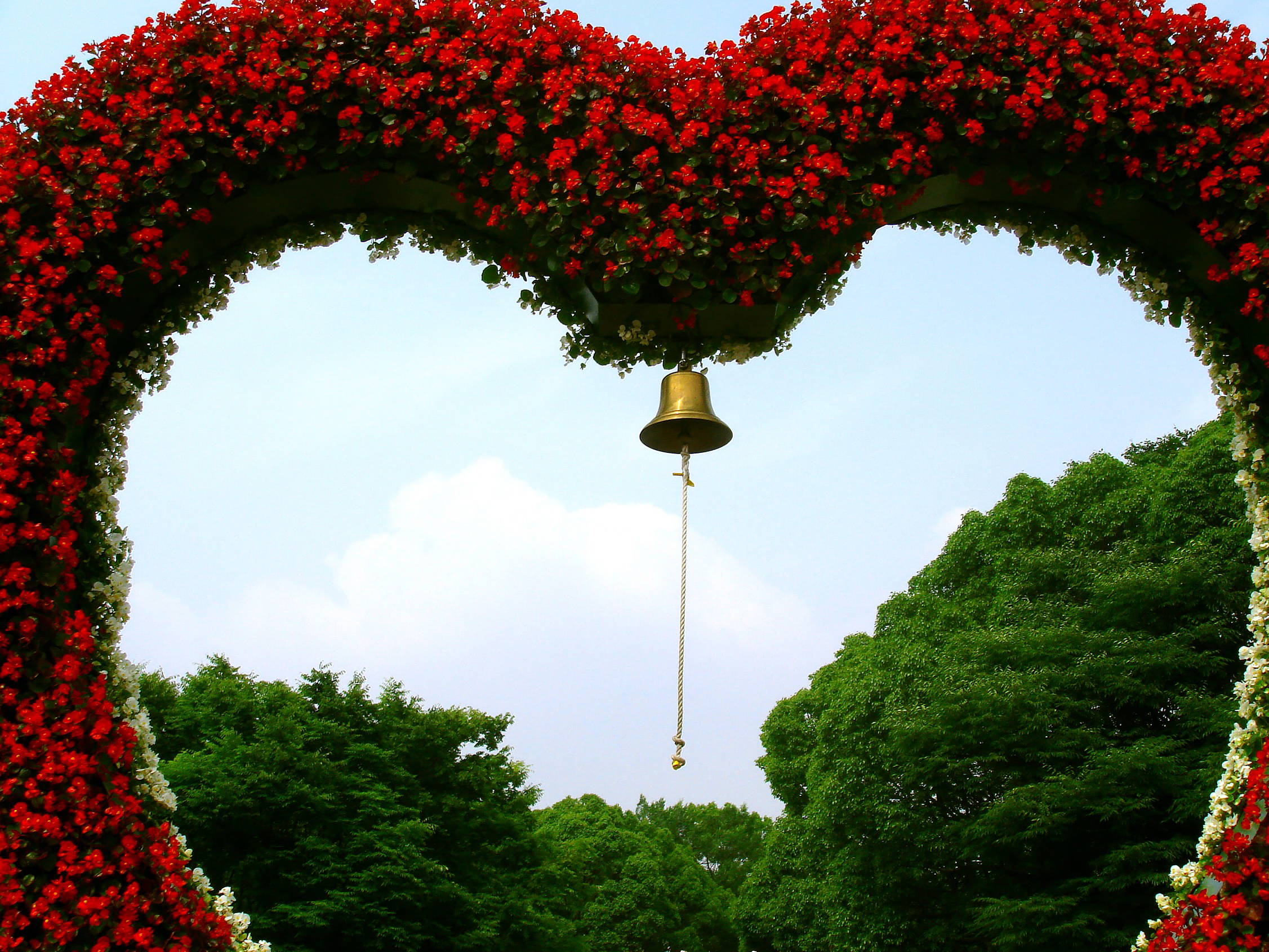
Composition monumentale